# Grub (Ausser-Rhoden)
Grub és un municipi del cantó d'Appenzell Ausser-Rhoden (Suïssa).